# Красина (Тульская область)
Красина — посёлок в Тульской области России.
В рамках административно-территориального устройства входит в Пушкарский сельский округ Ефремовского района, в рамках организации местного самоуправления входит в муниципальное образование город Ефремов со статусом городского округа.

## География
Расположен на правом берегу реки Красивая Меча (приток Дона), в 5 км к востоку от города Ефремов, что на левобережье.

## Население
| 2002 | 2004 | 2010 |
| ---- | ---- | ---- |
| 407  | →407 | ↘350 |